# Oberonia weragamaensis
Oberonia weragamaensis är en orkidéart som beskrevs av Jayaw. Oberonia weragamaensis ingår i släktet Oberonia och familjen orkidéer. Inga underarter finns listade i Catalogue of Life.